# Оливера Балашевић
Оливера Балашевић (Зрењанин, 29. април 1959) српска је глумица, бивша гимнастичарка и удовица кантаутора, певача и глумца Ђорђа Балашевића.

## Биографија
Рођена је 29. априла 1959. године у Зрењанину. Од малих ногу је волела спорт и глуму, те је тако широм Зрењанина и околине била позната као добра гимнастичарка и глумица. Једно време била је професор у новосадској гимназији. После тога, постала је глумица и продуцент. 1982. године игра Јулу у серији редитељке Соје Јовановић "Поп Ћира и поп Спира", где јој је партнер био муж - Ђорђе Балашевић. Такође, значајне улоге остварила је и у филмовима и серијама "Улични певачи", "Специјална редакција" и "Као рани мраз".
Са супругом Ђорђем Балашевићем има троје деце: ћерке Јовану (1980) (глумица), Јелену (1982)(режисер) и сина Алексу (1995)(продуцент).